# Alfred Harmsworth
Alfred Charles William Harmsworth (1865. július 15. – 1922. augusztus 14.) brit sajtómágnás, közszereplő.

## Élete

### Ifjúkora
Harmsworth 1865-ben született Dublin megyében, a mai Írország területén. Ennek ellenére születési helyétől igen távol, Lincolnshire-ben végezte felsőfokú tanulmányait. 

### Politikai pályafutása
1888-ban házasodott össze Mary Elizabeth Milnerrel.
Üzleti érzéke hamar megmutatkozott, 1887-ben testvérével kiadót alapított. A vállalkozás hamarosan nagy sikert aratott és az 1900-as évek elejére már a legnagyobb brit lapok nyomdája volt. Olyan neves újságok bízták meg Harmsworth vállalkozását mint, az Evening News, a Daily Mail, a Daily Mirror vagy az Observer. Legnagyobb sikere azonban a The Times magazin volt, amelyet 1908-tól nyomtattak.
1905-ben nemességet (bárói rangot), majd 1918-ban vikomti címet kapott szolgálataiért.
1922-ben hunyt el.